# خسوس گارسیا سانخوان
خسوس گارسیا سانخوان (انگلیسی: Jesús García Sanjuán؛ زادهٔ ۲۲ اوت ۱۹۷۱) بازیکن فوتبال اهل اسپانیا است.
از باشگاه‌هایی که در آن بازی کرده‌است می‌توان به باشگاه فوتبال رئال ساراگوسا، باشگاه فوتبال کوردوبا، باشگاه فوتبال ولورهمپتون واندررز، باشگاه فوتبال کیلمارنوک، و باشگاه فوتبال ویارئال اشاره کرد.
وی همچنین در تیم‌های ملی فوتبال زیر ۱۸ سال اسپانیا، زیر ۱۹ سال اسپانیا، زیر ۲۱ سال اسپانیا، زیر ۲۳ سال اسپانیا، و Aragon official football team بازی کرده‌است.